# Hamidiye-regimenten

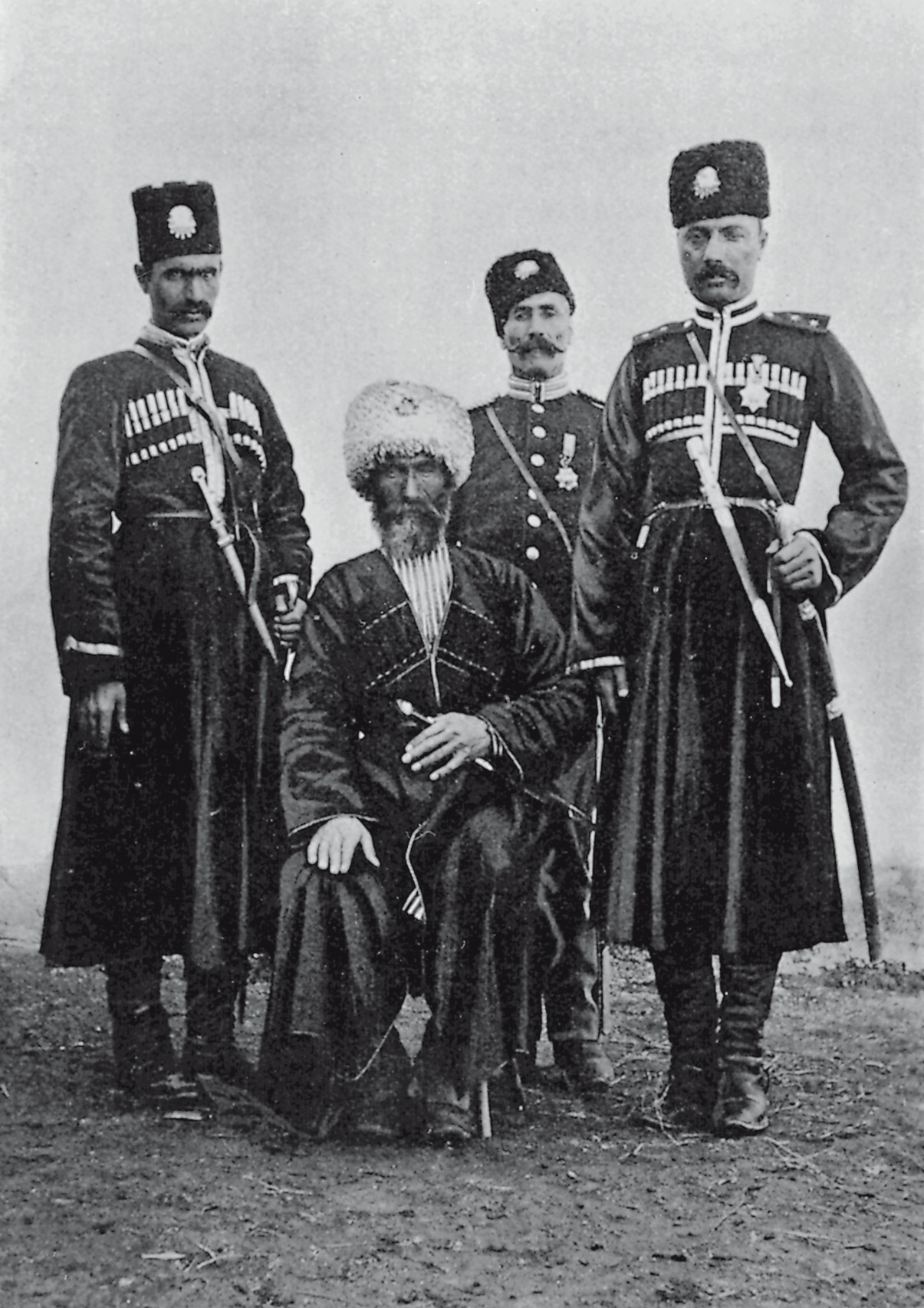
Hamidiye Cavalerie-eenheid

De Hamidiye-regimenten (volledige Turkse naam: "Hamidiye Hafif Süvari alayları" - "de hamidiye lichte ruiterregimenten" - waren door de Osmaanse sultan Abdul Hamid II in 1891 opgerichte hulptroepen van het Osmaanse leger. 
De naam Hamidiye is afgeleid van de naam van de sultan zelf. De regimenten werden gerekruteerd uit voornamelijk Koerdische, maar ook enige Turkse, Tsjerkessische en Arabische stammen in het huidige oosten van Turkije. De oprichting van deze regimenten is vaak uitgelegd als een poging om een tegenwicht te bieden tegen de Armeniërs in deze regio, onder wie na de Russisch-Osmaanse oorlog van 1877-78 bewegingen ontstonden, die een onafhankelijk Armenië nastreefden. De Armeense Nationale Assemblee (in het Ottomaanse Rijk) en Patriarch Nerses II van Constantinopel stuurde Katholikos Mgrdich Khrimian naar het Congres van Berlijn (1878) om de Armeniërs te vertegenwoordigen in het debat de Armeense Kwestie, de Europese inmenging ten aanzien van Ottomaanse Armeniërs.
In zijn speech "The Paper Ladle" adviseerde Mgrdich Khrimian de Armeniërs het voorbeeld van het nationalisme van Bulgarije als model te nemen voor zelfbeschikking. De hamidiye is inderdaad ingezet tegen de Armeniërs tijdens de opstand en massamoord van Sasun (destijds in de provincie Bitlis) in 1894 en ook tijdens de anti-Armeense onlusten van 1895-1896, hoewel niet op grote schaal. Op haar hoogtepunt telde de hamidiye enige tienduizenden leden. Een militaire kracht van betekenis is het nooit geworden, mede door de vermaarde slechte discipline van de leden.